# Хипотеза на Сапир – Уорф
Хипотезата на Сапир – Уорф (англ. Sapir-Whorf Hypothesis), известна още като принцип на лингвистичната относителност, развива идеята, че различието в културните понятия и категории, присъщи на различните езици, оказват влияние върху когнитивната класификация на експериментално-обективната реалност така, че формират различно мислене и поведение при хората, говорещи тези езици. Казано по-просто, хипотезата гласи, че езикът, който говорим, формира мисленето ни – определя нещата, които (можем да) мислим.

## Исторически подробности
Автор на концепцията е Бенджамин Ли Уорф - американски етнолингвист-любител, който я разработва през 30-те години на XX век изследвайки езика Хопи, един от езиците на северноамериканските индиански племена. Тази концепция в голяма степен съвпада с възгледите на един от най-известните американски лингвисти от началото на XX век, Едуард Сапир, чиято поддръжка се оказва решаваща за Уорф. Това става причина хипотезата да бъде наречена "хипотеза на Сапир — Уорф". Сходни идеи преди това изказва и Вилхелм фон Хумболт. Роджър Браун прави разграничение между слабата формулировка на принципа на лингвистичната относителност, при която езикът ограничава мисленето, и силната формулировка на принципа, където, езикът определя мисленето.

## Примери
Хипотезата развива представата, че хората, говорещи на различни езици, възприемат света и мислят по различен начин. В частност, отношението към такива фундаментални категории, като пространство и време, зависи на първо място от родния език на индивида; от езиковите характеристики на европейските езици (така наречения „средноевропейски стандарт“) произтичат не само ключовите особености на европейската култура, но и най-важните постижения на европейската наука (например, научната картина на света, формулирана в класическата механика на Нютон). В подобна насока може да се тълкуват и културните съпоставки по оста Изток – Запад, (източен мистицизъм – западен рационализъм) и др.